# Jonathan Joseph
Pour les articles homonymes, voir Joseph.
Ne doit pas être confondu avec Johnathan Joseph.

a Compétitions nationales et continentales officielles uniquement.

b Matchs officiels uniquement.
Dernière mise à jour le 25 octobre 2024.
Jonathan Joseph, né le 21 mai 1991 à Derby (Angleterre), est un joueur international anglais de rugby à XV évoluant principalement au poste de centre. Il joue en Pro D2 dans l'équipe du Biarritz olympique.
Son frère cadet, Will Joseph est également un joueur international anglaise de rugby à XV.

## Biographie

### Jeunesse et formation
Jonathan Joseph naît le 21 mai 1991 à Derby en Angleterre.
Son frère cadet Will Joseph est également joueur international anglais de rugby à XV.

### Débuts avec les London Irish et premières sélections avec l'Angleterre (2009-2013)
Jonathan Joseph intègre l'académie de formation des London Irish durant sa jeunesse, il fait ses débuts avec l'équipe première en 2009. C'est en 2010 qu'il se révèle en réalisant une saison remarquable à seulement 19 ans en jouant treize matchs et en inscrivant cinq essais. Tout en continuant sa progression, il est nommé en 2012 pour le titre de meilleur jeune joueur de la Premiership, cependant c'est Owen Farrell qui remporte cette distinction. Lors de la tournée en hémisphère sud de l'Angleterre en 2012, il honore sa première cape internationale lors de la défaite de son équipe face à l'Afrique du Sud (22-17). Après 61 matchs joués et 19 essais marqués, Jonathan Joseph signe à Bath Rugby afin de continuer sa progression.

### Confirmation avec Bath (2013-2023)
Jonathan Joseph signe en 2013 à Bath Rugby, un des clubs les plus prestigieux et plus titré d'Angleterre, il impressionne dès ses débuts grâce à sa bonne entente avec son partenaire au centre Kyle Eastmond.  

### Départ en France au Biarritz olympique (depuis 2023)
À l'issue de la saison 2022-2023, il s'engage au Biarritz olympique.

## Statistiques en équipe nationale
- 54 sélections (43 fois titulaire, 11 fois remplaçant)
- 85 points (17 essais)
- Sélections par année : 4 en 2012, 2 en 2013, 10 en 2015, 13 en 2016, 6 en 2017, 5 en 2018, 7 en 2019, 7 en 2020

En Coupe du monde :
- 2015 : 3 sélections (Fidji, Australie, Uruguay)

## Palmarès
- Angleterre
  - Vainqueur du Tournoi des Six Nations en 2016 (Grand Chelem), 2017 et 2020
  - Vainqueur de la Triple Couronne en 2016 et 2020
  - Finaliste de la Coupe du monde en 2019
  - Vainqueur de la Coupe d'automne des nations en 2020

### Distinctions personnelles
- Meilleur marqueur d'essais du Tournoi des Six Nations en 2015 (4 essais).